# María Azucena Catania
María Azucena Catania (Rosario, Santa Fe, Argentina) es una actriz, pedagoga, guionista, productora, cantante, escritora y animadora infantil argentina.

## Carrera
Nacida en familia de artistas su hermano Alfredo Catania (1934-2014) fue un actor, director, maestro y gran referente de la "edad del oro" del teatro independiente santafesino. Otros de sus hermanos fueron el conductor del famoso ciclo Entre mate y mate, Lucho Catania,  y el escritor Carlos Catania.
Recibida con el título de maestra jardinera ( en 1953) en el instituto San José Adoratrices, dedicó por algunos años a su labor docente, hasta llegar finalmente a la pantalla chica. Fue creadora y directora -de 1964 a 1969- del Jardín de Infantes "Peter Pan", y fundadora del "Club de Narradores" junto al gran maestro Clelio Villaverde. 
María Azucena se hizo popular por su el programa de TV infantil de El mundo de María Azucena, que se transmitió por viejo Canal 13 de Santa Fe de la Veracruz, desde 1974 hasta 1985. Allí demostró su talento no solo para la conducción sino también para el canto ya que interpretaba temas de su autoría,  que se hicieron muy conocidos en los niños de aquel entonces. Títeres, juegos, música y notas de exteriores, ofrecía de lunes a viernes dicho programa, que comenzaba cantando: 

"Buen dia, buen dia, buen dia el sol, buen dia las nubes, buen dia la flor, buen dia los chicos, gracias Dios!!".

Fue también representante de la misma emisora en congresos sobre el tema "El Niño y la Televisión". Ganadora de la estatuilla Santa Clara de Asís en varias oportunidades, como así fuera distinguida con la Cruz de Plata Esquiú, por la Liga de Madres de Familia Argentina. 
Fue junto a Tincho Carpincho una de las caras de los ciclos infantiles durante la década de 1970 y 1980. 
Invitada por el ministro de Cultura de la Nación de Costa Rica, viaja en varias oportunidades con sus espectáculos, hasta radicarse por más de 25 años en ese país centroamericano.
Antes de emigrar a Costa Rica, además de la TV, se desempeñó como Profesora de Expresiones Creadoras en el Instituto "San José" de las Adoratrices en los espacios de tiempo que transcurren desde 1953 hasta 1963 y desde 1970 a 1984.
En Costa Rica, entre otras cosas, organizó la escuela-taller Niño Sol, dictó cursos y charlas, narró cuentos (también en México) y participó como expositora en seminarios de literatura infantil. Convocada por la Dirección de Cultura participó con su grupo de teatro en el festival de Teatro Infantil.
Representó El bosque de los sueños perdidos, que inauguró la Sala de Teatro Cocorí, dedicados exclusivamente a contenidos destinados exclusivamente al público infantil. También organizó las instalaciones del Teatro Carpa, un curso de narración oral dirigido a maestros, estudiantes, padres y abuelos de familia.
En 1993 compone el espectáculo de narración oral Cuentos a los cuatro vientos. Durante 1995 es contratada por el Centro Cultural Costarricense-Norteamericano con motivo del Día del Niño para que ponga en escena la obra Retoño.
También es autora de cuentos, canciones, poesías y obras de teatro para niños.